# المنظمة المغربية للكشافة والمرشدات
المنظمة المغربية للكشافة والمرشدات  حركة كشفية وطنية تربوية تنموية ذات طابع تطوعي تمتنع عن كل نشاط حزبي.

## التأسيس
تأسست سنة 1946، تحت اسم (منظمة الكشافة المغربية الإسلامية) وتم تغييره في سنة 2002 إلى المنظمة المغربية للكشافة والمرشدات. 
مبدأها بث فكرة الابتكار وتكوين الشخصية وتقوية البدن وبعث روح الأخوة والشعور بالواجب في النشئ، وهي صديقة لجميع الهيئات الكشفية في العالم.

## التعريف
المنظمة المغريبية للكشافة والمرشدات: حركة كشفية وطنية تربوية تنموية ذات طابع تطوعي تمتنع عن كل نشاط حزبي. وهي عضو الجامعة الوطنية للكشفية المغربية.

## الهدف
نشر طريقة الكشف والتمسك بروحها التي تهدف إلى تنمية النشئ روحيا وعقليا وجسميا واجتماعيا كأفراد ومواطنين مسؤولين وعاملين لصالح المجتمع والوطن.

## المبادئ
تقوم المنظمة المغربية للكشافة والمرشدات على أساس المبادئ التالية:
1. الواجب نحو الله: الالتزام بمبادئ الدين الإسلامي الحنيف.
2. الواجب نحو الغير: الإخلاص والولاء للوطن والملك/دعم السلم والسلام العالميين /دعم التعاون الكشفي العالمي والعربي /المشاركة في تنمية المجتمع.
3. الواجب نحو الذات: مسؤولية الفرد على تنمية الذات.

## المؤسس: القائد محمود العلمي
محمود العلمي أحد رواد الحركة الذين كان لهم فضل تأسيسها في المغرب حيث انخرط في سلكها منذ عام 1933. كان له دوره الوطني في محاربة الاستعمار فضلا عن جهوده من أجل الإبقاء على الحركة الكشفية بالمغرب حركة وطنية. 
تولى قيادة منظمة الكشافة الإسلامية المغربية لسنوات عديدة. كما تولى رئاسة الجامعة الوطنية للكشافة المغربية من عام 1971 إلى عام 1981. حصل على وسام الذئب البرونزي من المنظمة الكشفية العالمية نظرا لجهوده المخلصة في خدمة الحركة الكشفية عام 1978.
شارك في العديد من المؤتمرات والمخيمات الكشفية العربية. كتب العديد من البحوث حول الحركة الكشفية كما ألف مجموعة كبيرة من الأناشيد الكشفية والوطنية. 
حصل على قلادة الكشاف العربي عام 1982 نظرا لجهوده المخلصة على المستوى المحلي والعربي.